# Nissan 180SX
Nissan 180SX — легковий автомобіль, японського виробництва, компанії Nissan.

## Опис

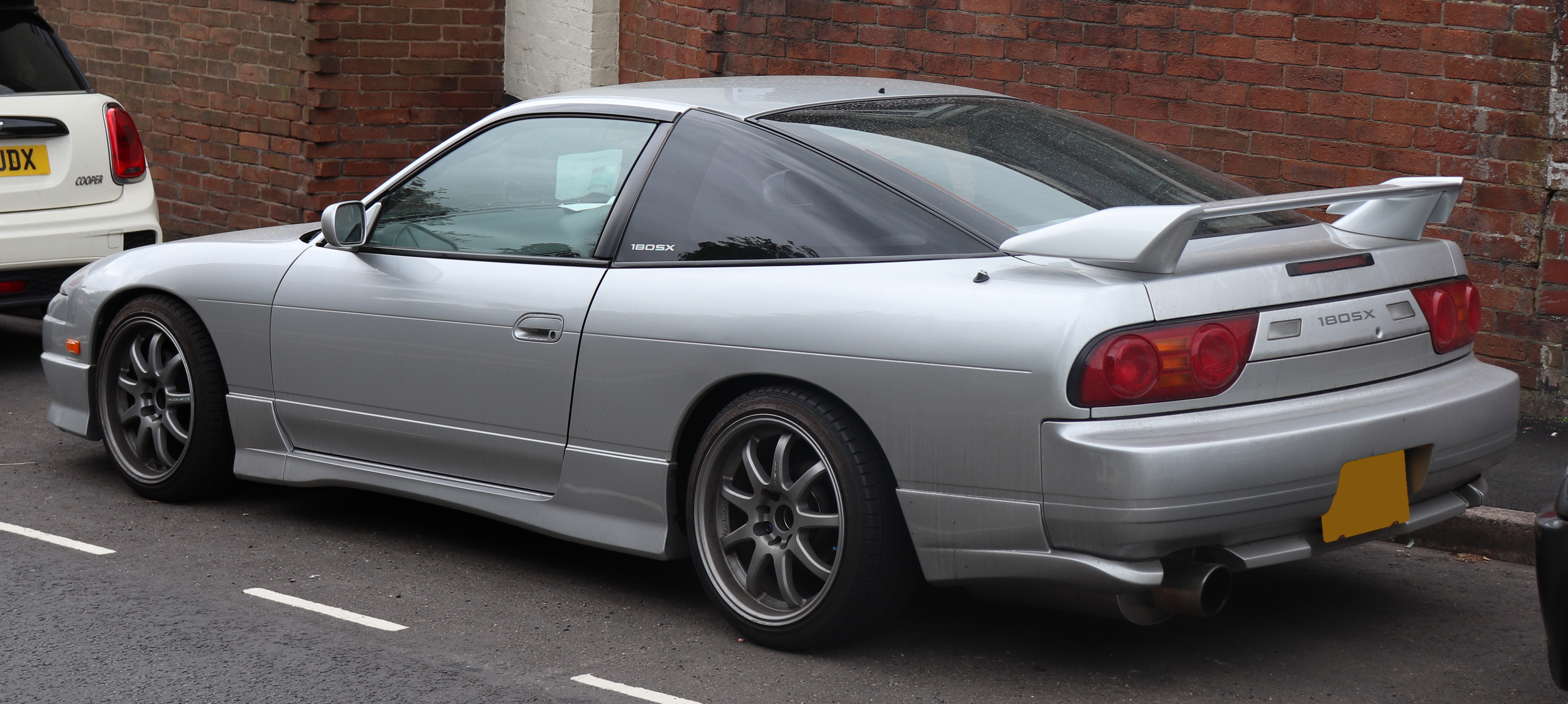
Nissan 180SX

Протягом усієї своєї історії 180SX комплектувався різноманітними 4-х циліндровими двигунами з типом механізму газорозподілу DOHC. Автомобіль випускався в кузові ліфтбек, базувався на шасі S13 платформи S і продавався тільки в Японії (проте в деяких країнах він продавався під назвою 240SX). Модель продавалася як родинна модель Nissan Silvia з 1989 по 1998 рік. Silvia S13 була знята з виробництва в 1993 році, в той час як 180SX продовжував проводитися, і компанія Nissan продовжувала продавати його ще досить довго, аж до появи наступного покоління Silvia. 180SX відрізнявся від Silvia S13 відкидними фарами головного світла і дахом типу фастбек з піднімаючими задніми дверима. Специфікації і обладнання були однаковими, однак двигун CA18DET не пропонувався.
Назва 180SX відносилося до обсягу двигуна 1,8 літра CA18DET, що використовується в шасі. Однак в 1991 році двигун був замінений 2-х літровим і пропонувався 2-х видів: атмосферний SR20DE і турбований SR20DET. У той час, як новий двигун мав великим об'ємом, назва моделі змінювати не стали і залишили 180SX. Модифікації кузова 180SX і споріднених моделей поставлялися в Північну Америку як 240SX в кузові фастбек.
180SX був перехідною моделлю Сільвії s110 в Європі. Дана модель уявлялася не як самостійна модель 180SX, а як розвиток моделі Silvia, а на шильдиках було написано «Silvia 180SX».
Інші різновиди даної моделі поставлялися в Микронезию і на південні острови Тихого океану, включаючи LHD автомобілі з шильдиками 180SX і не підіймаюими фарами.
Так само як і Японська версія 180SX оснащена двигуном SR20DET, європейські, так само як і Південноафриканські моделі, побудований на шасі s13 називалися 200SX, хоча і комплектувалися двигуном CA18DET.

## Двигуни
- 1.8 L CA18DET I4 Turbo 173 к.с.
- 2.0 L SR20DE I4 138 к.с.
- 2.0 L SR20DET I4 Turbo 202 к.с.

## Дрифт
180SX - популярний автомобіль для використання в автоспорті під назвою дрифт. Він популярний у водіїв всіх рівнів від новачків і до професіоналів високого рівня в межах даного виду спорту в якому використовується автомобіль. Раніше чемпіон D1 Grand Prix в 2007 році Масато Кавабата їздив на 180SX (зараз їздить на Nissan GT-R, а завоював свій титул в 2007 році на Nissan Silvia) так само як і чемпіон D1 Street Legal 2007 року Казуя Матсукава.